# Piper fonteboanum
Piper fonteboanum är en pepparväxtart som beskrevs av Truman George Yuncker. Piper fonteboanum ingår i släktet Piper och familjen pepparväxter. Inga underarter finns listade i Catalogue of Life.